# Oceanapia cancap
Oceanapia cancap är en svampdjursart som beskrevs av de Weerdt och van Soest 1986. Oceanapia cancap ingår i släktet Oceanapia och familjen Phloeodictyidae. Inga underarter finns listade i Catalogue of Life.